# Den-den daiko
El den-den daiko (en japonès, でんでん太鼓) és un tambor de boles japonès. Té dues cares i se suspèn per una barra, amb boles o comptes que pengen per fils a banda i banda del cos del tambor. El tambor sona quan es gira sobre el seu eix de costat a costat, fent que les boles colpegin les cares del tambor.
Aquest tambor es troba en altres cultures, incloent però no limitades a elles, com la del Tibet, Mongòlia, Índia, Xina, Taiwan, Corea i Mèxic. Sovint s'utilitza en el ritual religiós, però també es ven com a joguina per a nens o com un objecte de percussió a les parades del festival.
El tambor va tenir un paper central en la pel·lícula Karate Kid II (1986).